# Розрахований ризик
«Розрахований ризик» (англ. Calculated Risk) — науково-фантастичний роман британського письменника Чарльза Еріка Мейна, де йдеться про психологічні подорожі у часі та моральну відповідальність вченого за своє відкриття.

## Зміст
Події відбуваються в майбутньому — в XXIV столітті, після закінчення ядерної війни. Головним героєм є вчений Філ Келенд. Він живе у Лондоні разом з коханкою Кей у радіоактивних руїнах, що залишилися. Велика Британія, як і інші нації у всьому світі, керується жорсткою військовою диктатурою. Поновлення ядерної війни, здається, є справою часу.
Філ відчайдушно шукає спосіб врятуватися, винаходить прилад «Лоцзе», що здатен переносити в часі, але лише розум і свідомість, натомість тіла гинуть. Використовуючи квантовий обман, він переводить свій розум і Кей в минуле — Велику Британію 1960-х років. Втім при цьому розуми лондонців того періоду викидають з їх тіла, якими оволодівають Філ і Кей. Перед тим Келенд постає перед моральним вибором, оскільки йому доводиться здійснити подвійне вбивство заради власного порятунку. Філ захоплює тіло молодого, красивого і енергійного Ніколаса Брента, мешкає в розкішному будинку на Бейнон Гарденс), а Кей — старої і хворої жінки Мері Марні, що мешкає разом із старшою сестрою в бідному районі Бентал-Грін в Іст-Енді. Тому Кей не дуже задоволена цією ситуацією. Філ вирішує вбити Шейлу, наречену колишнього Ніколаса Брента, щоб туди вселити розум Кей.
Значна частина роману присвячена адаптації Філа для нових для нього умов. Щоб пояснити нестабільну поведінку і незнання життя Брента він заявляє, що у нього амнезія як результат травми від падіння. Водночас він розривається між його новим життям і своїм старим, і змушений приймати рішучі й болісні рішення. Автор намагається зробити з Філа привабливого персонажа, але поступово читачеві стає зрозуміло, що той лише бореться за власне існування. Келенд оголошує здивованій Шейлі, що він має намір залишити свою рекламну роботу, і бажає зосередитися на біофізиці. В створенні лабораторії допомагає багатий батько Шейли — Річард Ведербі Грант. Філ Келенд планує перенести свій прилад з майбутнього до свого теперішнього.
Келенд одружується і проводить медовий місяць з Шейлою в Барселоні — там дедалі більше закохується в Шейлу. В цей час Кей тяжко хворіє й потрапляє до лікарні. Філ розмірковує, що якби вона померла, ситуація сама б вирішилася. Але Грант починає підозрювати Келенда, що той часто відвідує Кей у лікарні. Для з'ясування наймає приватного детектива.
Кей і Філ вбивають батька Шейли, а саму її викрадають. За ними стежить приватний детектив, що зрештою викликає поліцію. Під час проведення процедури передачі свідомості від Кей до Шейли в лабораторію Келенда вривається поліція. Під час розгардіяшу вчений неправильно замикає контакти. В результаті тіло Шейли вмирає, а її розум переходить до Мері Марні, витісняючи і вбиваючи розум Кей. Шейли виявилася мертвою, тому Келенда звинувачено у вбивстві та заарештовано. Кей помирає, а Шейла, чий розум перемістився до хворої жінки, приречена на швидку смерть.
В епілозі повідомляється, що британські військовики XXIV століття захоплюють прилад Келенда й складають план часового вторгнення до XX сторіччя, маючи знання свого. Цьому планові зрештою заважає колега Келенда — доктор Гофф, що руйнує прилад, втрачаючи можливість самому врятуватися.